# Râciu
Râciu – wieś w Rumunii, w okręgu Marusza, w gminie Râciu. W 2011 roku liczyła 1522 mieszkańców.